# 디피실리균 감염증
디피실리균 감염증( -感染症, Clostridium difficile infection, CDI)은 디피실리균으로 인하여 증상을 보이는 감염증이다. 항생제 관련 가막성 대장염(antibiotic associated pseudomembranous colitis), 클로스트리디움 디피실 관련 질병(CDAD, 즉 C. difficile associated diarrhea), 가막성 대장염(pseudomembranous colitis)과 동의어이다. 증상에는 설사, 발열, 메스꺼움, 복통을 포함한다. 항생제 관련 설사병 가운데 약 20%를 이룬다. 합병증에는 가막성 대장염(pseudomembranous colitis), 중독성거대결장, 위장관 천공, 패혈증을 포함할 수 있다.

## 병인

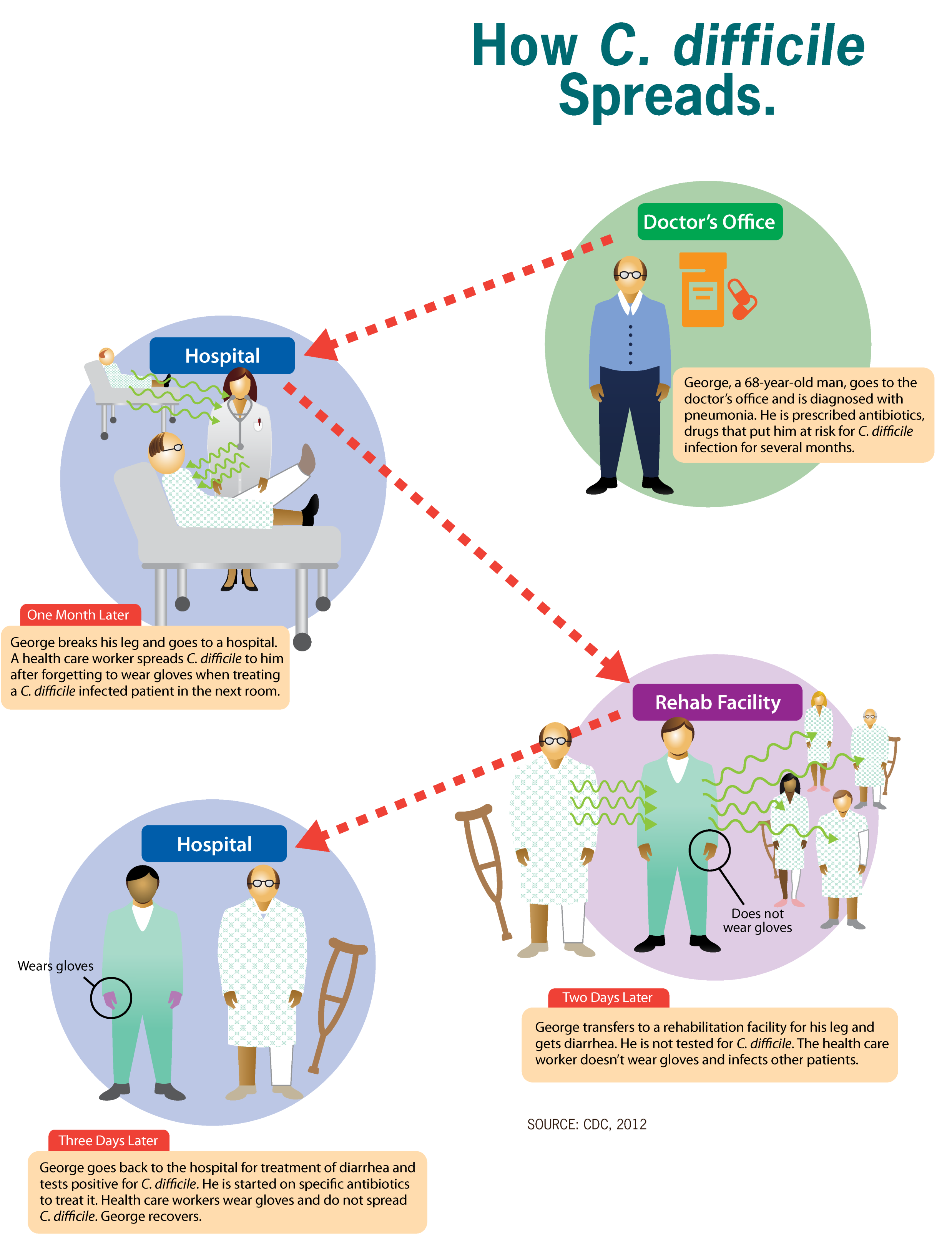
클로스트리디움 디피실이 어떻게 확산되는지를 설명한 그림.

클로스트리디움 디피실 세균에 의한 감염은 클로스트리디움 디피실 설사병을 일으킨다.

## 치료
클로스트리디움 디피실이 전달될 때 증상이 없는 것이 일반적이다. 증상이 없는 사람에 대한 치료는 논란의 여지가 있다. 일반적으로 그 정도가 약한 경우 특정한 치료 방법을 요하지는 않는다. 설사와 관련된 탈수를 치료할 때에는 경구 수분 보충 요법이 유용하다.